# Pristimantis skydmainos
Pristimantis skydmainos é uma espécie de anfíbio  da família Craugastoridae.
Pode ser encontrada nos seguintes países: Brasil, Peru, Equador e Bolívia.
Os seus habitats naturais são: florestas subtropicais ou tropicais húmidas de baixa altitude.